# フィエステリア
フィエステリア（Pfiesteria）は従属栄養性の渦鞭毛藻で、葉緑体を持たない単細胞生物である。アメリカのノースカロライナ州で発見されたこの藻類は揮発性の神経毒を産生すると言われ、かつては“phantom”とも称されて近隣の住民に恐れられた。藻類としてバイオハザードのレベル3に指定されている数少ない生物である。しかしながら、フィエステリアの毒性やその他の特徴に関しては論争があり、今なお議論が続いている。

## 名前
属名の“Pfiesteria”は、この生物の研究の黎明期に多大な貢献をしたロイス・アン・フィエスター（1936–1992）に献名して命名されたものである。Pfiesteria 属のタイプ種である Pfiesteria piscicida の種小名“piscicida”は、ラテン語で piscis '魚'+-cide '殺す' を意味する。

## Pfiesteria piscicida

### 歴史
有毒渦鞭毛藻のフィエステリアは1992年に初めて報告され、次いで1996年、ドイツ人の研究者であるステイディンガー博士（K. A. Steidinger）とバークホルダー博士（J. M. Burkholder）により Pfiesteria piscicida として正式に記載された（Burkholder et al. 1992、Steidinger et al. 1996、 ）。この「魚殺し」のフィエステリアは、ノースカロライナの河口域における魚や魚介類の病気の最たる原因の一つとなっていた。1980年代から1990年代にかけては、ノースカロライナ州の沿岸部及びチェサピーク湾（メリーランド州・バージニア州・ペンシルベニア州）で大規模なブルームを形成し、魚の斃死をもたらした。P. piscicida 及びその他の有毒なフィエステリアは、メキシコ湾などの大西洋中緯度地域で確認されている。
P. piscicida は1988年、ノースカロライナ州立大学の生簀の中で見付かり、その4年後に報告された。この水槽には研究の為に世界中から魚が集められており、従って当初はフィエステリアの出所は定かではなかった。バークホルダーとその共同研究者らは、水槽の魚を攻撃し殺すフィエステリアの生活環を明らかにすべく研究を始めた。バークホルダーらは魚への影響を解明する為に、魚類の病理学者である Edward J. Noga 及び Stephen A. Smith 共に調査を行った。また、渦鞭毛藻の系統分類の専門家としてステイディンガーも加わった。彼らはフィエステリアを渦鞭毛藻の新しい科に属すると結論付け、さらに新目である“Dinamoebales”を提唱した。属名は Lois Pfiester 博士にちなんで名付けられた（名前の項を参照）。
P. piscicida は魚などの外生寄生虫として付着し、これらの体表面から捕食を行って生活している（生活環を参照）。P. piscicida の行動は水温や溶存酸素量の影響を受けると言われているが、他にも幾つかの要因が関与しているとされる。P. piscicida は古くからノースカロライナの地に存在しており、水質汚染の無い環境では魚以外の生物、藻類やバクテリアなどの微細な生き物を捕食して生活してきたと考えられている。しかし、研究室での実験や現地調査の結果、水域の富栄養化が P. piscicida の凶暴化を促した事が明らかとなった。この富栄養化は、ノースカロライナの上流域における養豚が一因であると考えられている。

### 生活環
Pfiesteria piscicida の生活環を巡っては二つの学説がある。一つはバークホルダーの提唱した複雑きわまりないものであり、渦鞭毛藻としては稀有なアメーバ相を含む24以上のステージを変遷するという説である（後述）。対して、Litaker らの論文（Litaker et al. 2002）によれば、P. piscicida は極めてシンプルで典型的な渦鞭毛藻の生活環を採るという。Litaker らは特にアメーバ相に対して厳密な遺伝学的検証（RNAプローブを用いたハイブリダイゼーション）を行っており、これを魚により持ち込まれたコンタミネーション、つまりは P. piscicida とは全く別の生物であると結論付けている。

## バークホルダーの説

### 生活環

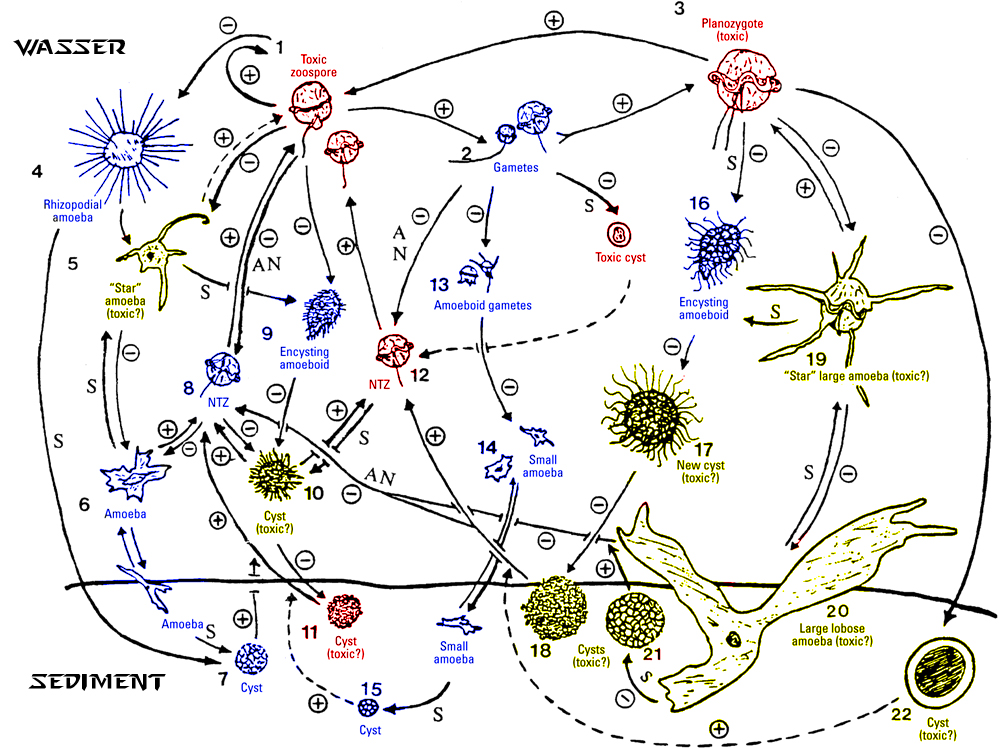
バークホルダーが提唱した Pfiesteria piscicida の複雑な生活環

バークホルダーが行った最初の記載によれば、P. piscicida の生活環には魚に対して有毒なアメーバ相が含まれる。このアメーバ型細胞は様々な形状に変形し、最長で長軸方向に450μmも伸びる。これに対して不活発な休眠細胞（シスト）は、直径7～60μmに収まる。このような様々な形態を為して、P. piscicida はノースカロライナ河口の底泥に潜んでいるという。シスト態の時には、P. piscicida は硫酸にもある程度耐えるなど、化学薬品に対する耐性をも備えると言われている。アメーバ態の細胞は水中にも泥中にも見られ、バクテリア、藻類、水中の小さな生物、時には魚の血球を餌として生活している。通常の渦鞭毛藻のような2本鞭毛細胞の時にも魚に襲いかかる事が報告されており、この場合はペダンクルと呼ばれるストローのような器官を魚の表皮に突き刺し、そこから血球を吸収する。生活環の他のステージでは、P. piscicida は通常の藻類のように振舞う事もある。P. piscicida は葉緑体を持った他の藻類を細胞内に取り込み、これをあたかも自分の葉緑体であるかのように利用して光合成を行う（クレプトクロロプラスト）。つまりは光と二酸化炭素とを使った独立栄養生活を営むのである。

### 捕食のメカニズム
P. piscicida は多くの時間を無害なシスト態で過ごす。魚やその他の動物が近づいてくると、水中に溶出するそれらの微妙な分泌物を察知し、シストからアメーバや鞭毛虫へと変貌する。獲物に接近した細胞は毒素を放出し、動きを鈍らせる。こうする事で P. piscicida は獲物が射程圏外へ逃げる事を防ぐのである。同時に毒素は魚の皮膚を侵し、浸透圧のバランスを崩壊させて流血を促す。その後 P. piscicida は魚の傷口にペダンクルを刺し入れ、血球やその他の物質を吸収する。魚が死ぬと鞭毛細胞はアメーバ態へ変化し、自己の細胞表面をシスト壁で覆う。こうする事で P. piscicida は魚の残骸上で安定な生活を営むのである。洪水などの撹乱によってこの安定状態が乱されると、細胞は完全なシストとなり、低泥中に埋もれたり基物に接着したりして休眠する。そして再び獲物の接近を待つのである。これら一連の形態変化は数時間の内に行われるという。

## Pfiesteria shumwayae

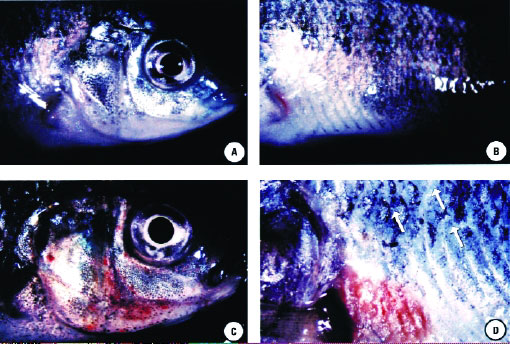
ティラピアの一種（Oreochromis spp.）に対する P. shumwayae 曝露の影響。上段が正常個体、下段が損傷を受けた個体。

もう一種のフィエステリア、Pfiesteria shumwayae はバージニア州のヨーク川支流であるタスキナス川（Taskinas Creek）で発見されたフィエステリアである。H.B. Glasgow とバークホルダーによって報告された（後に本種は Pseudopfiesteria shumwayae として別属に移されている）。P shumwayae の名は有毒藻の雑誌の創始者である Sandra E. Shumway に献名されたものである。P shumwayae も P. piscicida 同様、クレプトクロロプラストによる混合栄養様式を採る事が知られている。P. piscicida と本種とは、渦鞭毛藻の細胞外被構造である鎧板の配列が異なる事、及び18S rRNA系統解析の結果を根拠として分けられている。
P. shumwayae も本質的には危険であると考えられているが、その毒性に関しては不明である。2002年にネイチャー誌に発表された論文によれば、P. shumwayae は外毒素の分泌ではなく、捕食によって魚を殺すとされている。従って、本種が及ぼす人体への危険性は誇張されたものである可能性もある（後述）。

### 生活環
P shumwayae の生活環も、P. piscicida と同様に鞭毛虫期、アメーバ期、シスト期を含む複雑なものである。P shumwayae の生活環も獲物の接近や水質の影響を受けるが、本種は P. piscicida よりも水中の窒素化合物濃度に敏感であり、逆にリン酸化合物に対しては鈍感であるという。

## 毒性と人体への影響
フィエステリアが毒素を産生すると、水中に拡散すると共にエアロゾルとして気相に放出される。ヒトの皮膚に対する害は主にこのエアロゾルによる。また、フィエステリアが生息する水に直接触れた場合や、被害を受けた魚を経由して病害を被る場合もある。しかしながらフィエステリア自体はヒトへの感染性を持たず、害は専ら毒素によるものである。
フィエステリアの毒素は腸の不調、皮膚や目の痛みや化膿性炎症を引き起こし、時に頭痛や吐き気、短期の記憶障害までも伴う。病害の程度や持続期間は、フィエステリア（及びその水）に曝露されていた頻度や時間と相関がある。これらの病状は回復までに長期を要し、完全に病状が治まるまでには最低でも6ヶ月かかるという。研究は進んでいるものの、毒素に対する有効な治療法は未だ発見されていない。今のところ、これら害を避ける方法としては、フィエステリアの生息する区域に近づかない事が推奨されているのみである。

### 症状の実例
フィエステリアの研究に携わっていた13人の研究者らが、その培養の水やエアロゾルとの接触を通して健康に害をきたした事が報告されている。彼らはおよそ5～6週間の間、有毒なフィエステリアの培養に一日当たり1～2時間、ごく標準的な条件で接していた。その結果、研究者達の間に目の赤化及び視界の不鮮明化、ひどい頭痛、喘息に似た呼吸困難、腎臓や肝臓の機能不全、重大な記憶障害及び認知障害、眠気、倦怠感、水に直接触れた部分の局所的な外傷などに見舞われたという。最終的には文字の読解不能や人名・電話番号の喪失などに陥り、ごく簡単な作業も遂行困難になってしまった事が報告されている。

### Pfiesteria shumwayaeの毒性
2002年、マイアミ大学の John Berry と Robert Gawley、及びバージニア州の研究所に勤める Wolfgang Vogelbein は、P. shumwayae の毒性を確認すべく以下のような実験を行った。彼らは P. shumwayae を含む培養液を遠心分離にかけて細胞と水とを分離し、その水を魚のいる水槽に添加した。その結果、P. shumwayae の培養液全体を加えた水槽の魚は死滅したが、遠心分離した水のみを加えた魚は健常を維持した。つまり、P. shumwayae が棲んでいた水には毒素は放出されておらず、従って本種は毒素を産生できない可能性が示唆された。また、半透膜で仕切った同じ水槽に魚と P. shumwayae を入れても、魚は元気なままであった。これらの結果から、P. shumwayae の魚毒性は毒素の放出ではなく、細胞の直接攻撃によるものであると結論付けられた。さらにゲノム解析の結果、P. shumwayae からは毒素の産生に必要な一連の酵素群をコードする配列が見つからなかったと報告されている。
これらの報告に対し、バークホルダーらのグループは、Vogelbein らの研究は単に汚染されていない環境（従ってフィエステリアが無害なシスト態である）の研究を行ったに過ぎないと反論している。

### Pfiesteria piscicidaの毒素の同定
P. piscicida の記載よりおよそ10年の時を経て、2007年、米国海洋大気庁（National Oceanic and Atmospheric Administration; NOAA）に在籍する Peter Moeller らのグループが、P. piscicida の毒素を単離して同定する事に成功した。この毒は分子内に金属を配位させており、ラジカルを形成して作用すると報告されている。

## 現状
ノースカロライナ州立大学付属機関のCAA（The Center for Applied Aquatic Ecology）は、今もNEMPプロジェクト（Neuse Estuary Monitoring Project）として、排水の研究や水質のチェックを行っている。

### 関連書籍
- Rodney Barker 原著 渡辺政隆 / 大木 奈保子 訳『川が死で満ちるとき ― 環境汚染が生んだ猛毒プランクトン』（原題『And the Waters Turned to Blood by Rodney Barker』） 草思社（1998）ISBN 4794208529